# Memotech

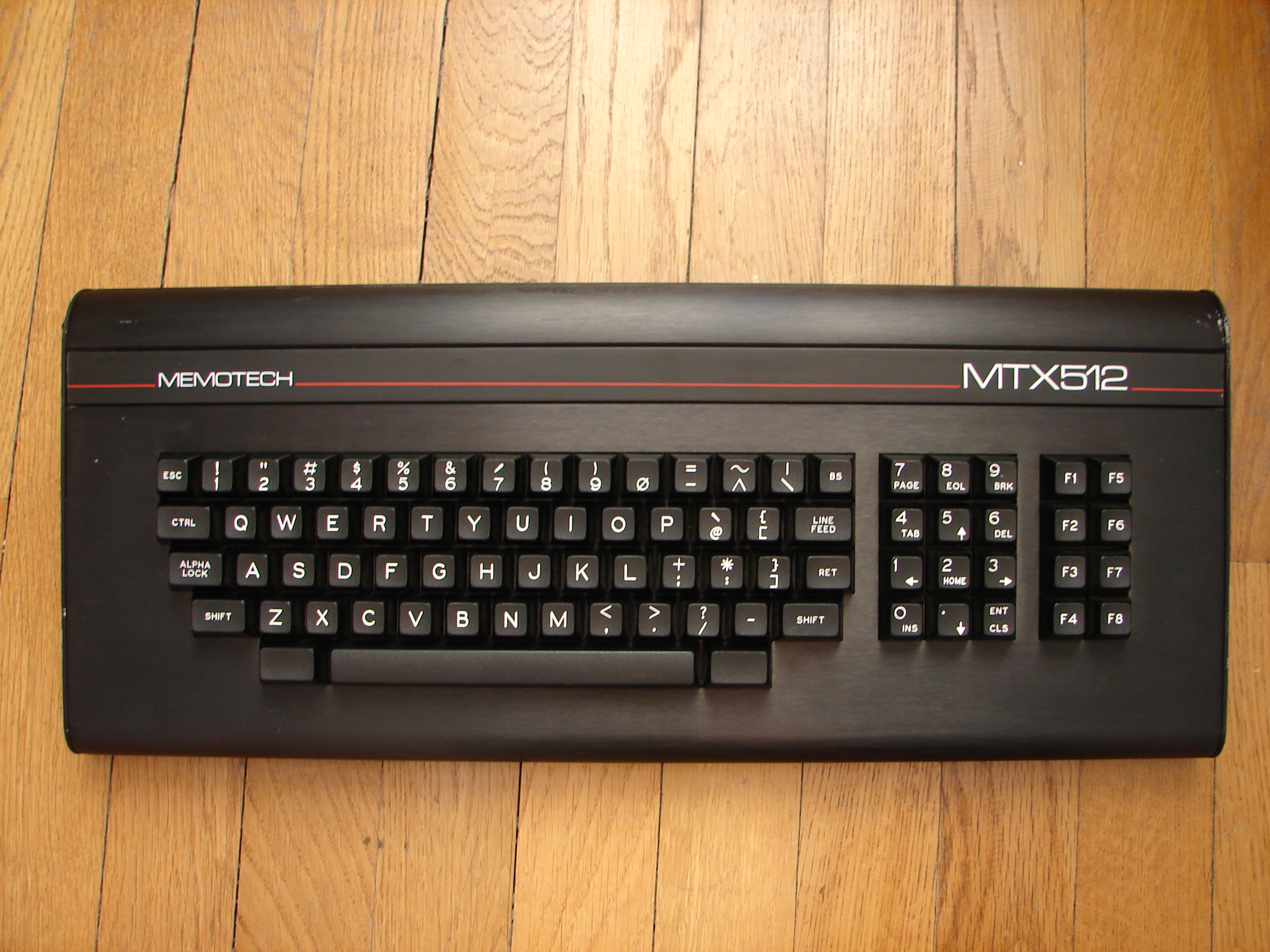
Memotech MTX512

Memotech war ein britisches Computerunternehmen aus Witney in Oxfordshire, England. Das Unternehmen entwickelte und vertrieb zuerst Anfang der 1980er-Jahre Speichererweiterungen („RAMpacks“) und andere Hardware-Erweiterungen für den Sinclair ZX81.
Danach begann Memotech, seine eigenen Heimcomputer zu entwickeln, zu denen die Modelle MTX500, MTX512 und RS128 gehörten.
Keines der Modelle war sonderlich erfolgreich, so dass das Unternehmen im Jahr 1985 Insolvenz anmelden musste.